# ألفونس فيجوراس
ألفونس فيجوراس (بالإسبانية: Alfons Figueras)‏ هو فنان قصص مصورة إسباني، ولد في 15 أكتوبر 1922 في فيلانوفا إ لا غيلترو في إسبانيا، وتوفي في 6 يوليو 2009 في برشلونة في إسبانيا.